# Yasht
Los Yashts o Yasts son una colección de veintiún himnos del Avesta reciente, principalmente poéticos. Cada uno de estos himnos es invocado a una divinidad o concepto zoroástrico específico. Los capítulos y versículos de los Yasts son tradicionalmente abreviado como Yt.
La palabra yasht deriva del avéstico yešti, para venerar" (véase Altiranisches Wörterbuch de Christian Bartholomae, sección 1298), y de varios himnos de la liturgia Yasna que "veneran por la alabanza" que tradicionalmente también han sido llamados yashts. Estos yashts "ocultos" son: el Yasht del Barsom (Yasna 2), otro Yasht del Hom en Yasna 11.9, el Yasht de Bhagan en Yasna 19-21, un himno a Ashi en Yasna 52, otro Yasht de Sarosh en Yasna 57, la alabanza de la (hipóstasis) "oración" en Yasna 58, y un himno a los Ahuranis en Yasna 68. Pero como se trata de una parte de la liturgia primaria no cuentan entre los veintiún himnos de la colección de Yashts.
Todos los himnos de la colección de Yashts "están escritos en lo que parece ser prosa, pero por una parte, pueden haber sido originalmente escritos en (básicamente) versos de ocho sílabas, oscilando entre cuatro y trece sílabas, y más frecuentemente entre siete y nueve".
La mayoría de los yazatas a los que los Yashts dedica individualmente son de alabanza y también tienen una dedicación en el calendario zoroástrico. Las excepciones son Drvaspa y Vanant.